# 慕容木延
慕容木延（?—?），為中國魏晉時期鮮卑部落「慕容部」的君主（245年—271年在位），即左賢王，其父為慕容部鮮卑初代酋長莫護跋，其子為慕容涉歸、慕容删。
因助毌丘儉東征高句麗有功，加號大都督。（曹魏与高句丽的战争）

### 引用
1. ↑  《十六國春秋·前燕錄》：祖木延，左賢王，從毋丘儉征高麗有功，加號大都督